# Skrivetolk
 Denne artikel omhandler overvejende eller alene danske forhold. Hjælp gerne med at gøre artiklen mere almen.
Skrivetolk er betegnelsen på en tolk, som simultanoversætter mundtlig dansk til skriftlig dansk. 
Skrivetolke bruges hovedsageligt ved tolkninger for døve og hørehæmmede, eller ved simultantekstning af for eksempel nyhedsudsendelser på danskTV. 
En skrivetolkning foregår ved, at tolken hører, hvad der bliver sagt og i øvrigt foregår i lokalet (for eksempel musikalske indslag eller lyde, der påvirker opfattelsen af, hvad der sker), og via en computer formidler dette til modtageren af tolkningen på enten computerens egen skærm, en storskærm eller en håndholdt tablet.
Tolken skal ikke kun kunne skrive hurtigt - typisk 300-400 anslag i minuttet - men også være i stand til at omformulere et ustruktureret talesprog til en forståelig tekst, som både formidler budskabet og talerens stil.
Ved skrivetolkninger på tv bruger tolken i dag oftest ikke kun et tastatur, men taler til et talegenkendelsessystem, der omdanner tolken tale til tekst, hvorefter hen kontrollerer teksten og eventuelt retter fejlagtigt opfattede ord.
Som andre tolke har også skrivetolke tavshedspligt og skriver i et computerprogram, som ikke efterfølgende kan gemmes, downloades eller kopieres.
Som andre former for tolke er skrivetolk ikke en beskyttet titel, men ved tolkninger betalt af det offentlige skal tolken normalt være certificeret, eventuelt uddannet tegnsprogs- og skrivetolk.